# ゴンサロ・ガルシア・トーレス
ゴンサロ・ガルシア・トーレス（Gonzalo García Torres、2004年3月24日 - ）は、スペイン・マドリード州マドリード出身のサッカー選手。レアル・マドリード所属。ポジションはフォワード。

## クラブ経歴
マドリードに生まれ、地元のアマチュアクラブを経て2014年にレアル・マドリードのカンテラへ入団した。2018年に一度退団するも、1年後に復帰し、2022年3月26日、プリメーラRFEFのリネンセ戦でBチームデビューを果たした。
2023-24シーズンの8月29日、ヴィニシウス・ジュニオールの負傷によってトップチームへ初招集された。そして同年11月26日、カディスCFとのリーグ戦にて、78分にジュード・ベリンガムとの途中交代で遂にトップチームデビューを果たした。
2024-2025シーズンはカスティージャを主戦場としていたが、リーグ戦36試合で25ゴールを記録するなど高い得点力を発揮していたことで、2025年2月のコパ・デル・レイ準々決勝の対CDレガネス戦に出場、トップチーム初ゴールを記録し、消化試合となったリーグ戦の終盤3試合でも途中出場を果たしている。2025年6月に開幕した「FIFAクラブワールドカップ2025」では新監督のシャビ・アロンソによってトップチームに招集され、キリアン・エムバペが重度の食中毒によって入院を余儀なくされたことで巡ってきたチャンスを生かして初戦のアル・ヒラルから起用され、チーム内の大会初ゴールを挙げる活躍を見せる。その後もエムバペのコンディション不良もあって大会では全試合に起用され、優勝は逃したが、6試合で4ゴール1アシストを記録する望外の大活躍で大会得点王に輝いた。
2025年8月8日、レアル・マドリードはゴンサロのトップチーム昇格と2030年6月30日までの契約を発表した。

## 代表経歴
2021年からスペインの世代別代表へ招集されており、2023年7月にはU-19スペイン代表としてUEFA U-19欧州選手権2023に出場した。

## タイトル

### 個人
- FIFAクラブワールドカップ・得点王：2025